# Ким Суджон (гимнастка)
Ким Суджо́н (кор. 김수정, род. 28 сентября 2000, Пхеньян) — северокорейская гимнастка.
Начала заниматься спортивной гимнастикой в семь лет. Её предрасположенность к спорту заметили в ходе государственной программы по выявлению талантов, после чего пригласили в детско-юношескую спортивную школу.
На Азиатских играх 2018 года четыре раза поднималась на пьедестал почёта — заняла первое место в вольных упражнениях, взяла серебро на бревне и в командных соревнованиях, стала третьей в многоборье.
В 2023 году завоевала две бронзовые медали Азиатских игр.
Ким Суджон стала обладательницей бронзы в личном многоборье, набрав 51,466 баллов. В борьбе за третью строчку она обошла китаянку Чжан Цзинь (50,899), которая сильно нервничала при выполнении упражнения на брусьях, вследствие чего упала три раза, что стоило ей места на пьедестале. Победила китаянка Цзо Тун с результатом 53,565. Второе место заняла Мана Окамура из Японии, набравшая в общей сложности 52,898 баллов.
На Азиатских играх 2023 года помимо индивидуальной награды взяла медаль в команде, став бронзовым призёром командных соревнований в составе сборной КНДР.